# Condeixa-a-Velha e Condeixa-a-Nova
Condeixa-a-Velha e Condeixa-a-Nova est une paroisse civile portugaise (en portugais : freguesia) de la municipalité de Condeixa-a-Nova dans le district de Coimbra.

## Histoire
La paroisse est créée par la loi no 11-A/2013 du 28 janvier 2013 portant réorganisation administrative du territoire des freguesias, en fusionnant les paroisses de Condeixa-a-Velha et Condeixa-a-Nova. Son nom officiel est União das Freguesias de Condeixa-a-Velha e Condeixa-a-Nova et son siège est fixé à Condeixa-a-Nova.

## Démographie
Lors du recensement de 2021, Condeixa-a-Velha e Condeixa-a-Nova compte 8 741 habitants. C'est la paroisse la plus peuplée de la municipalité, qui totalise 16 732 habitants.